# Resolució 419 del Consell de Seguretat de les Nacions Unides
La Resolució 419 del Consell de Seguretat de les Nacions Unides, fou aprovada el 24 de novembre de 1977, després d'escoltar un representant de la República Popular de Benín, el Consell va reafirmar la resolució 405 (1977) i va demanar als Estats membres que cooperessin a investigar els mercenaris que van atacar Benín a principis d'any.
El Consell va prendre nota de la voluntat de Benín de que els mercenaris quedessin sotmesos a la llei i la necessitat d'assistència dels Estats membres per reparar el dany. Finalment, la resolució requeria que el Secretari General de les Nacions Unides continués supervisant l'aplicació de la resolució.
La resolució es va adoptar sense votació.